# Prisión (película)
Prisión (título original: Fängelse) es una película sueca de 1949 dirigida por Ingmar Bergman.

## Sinopsis
El director de cine Martin Grandé recibe en el estudio la visita de su antiguo profesor Paul, que tiene la idea de una película sobre la realidad del infierno en la tierra. Martin cuenta esto al escritor Thomas y a su mujer, Sofi. Thomas dice que tiene al protagonista: ha hecho una entrevista con Birgitta Carolina, una prostituta.
Tras este prólogo transcurre medio año. Birgitta Carolina da a luz a un niño, y su proxeneta Peter y la hermana de éste, Linnéa, la convencen para que lo abandone. Thomas y Sofi beben y se pelean. Ella le golpea en la cabeza con una botella. La policía busca a Birgita Carolina. En la comisaría se encuentra con Thomas, que cree que ha matado a su esposa. Birgitta Carolina es puesta en libertad después de la intervención de Peter, y Thomas descubre que Sofi no está muerta, pero que lo ha dejado.
Thomas vuelve a encontrarse con Birgitta Carolina. Van a una pensión donde Thomas ha estado de niño. Con un viejo proyector, él proyecta una farsa de cine mudo en la pared de su habitación del ático. Birgitta Carolina sueña. Thomas consigue que hable sobre el hijo abandonado. Peter lee en el periódico que se ha hallado el cadáver de un bebé. Va a buscar a Sofi y le cuenta dónde está Thomas. Thomas dice a Sofi que ama a Birgitta Carolina y que quiere ayudarla. Un cliente la viola. Peter la encuentra en el sótano con un cuchillo en la mano. Birgitta Carolina muere.
Thomas vuelve con Sofi. Martin vuelve a encontrarse con Paul en el estudio. La idea de la película no se sostiene. La película debería terminar con una pregunta y no hay nadie a quien preguntar.